# Бібі Дюмон Так
Маргарета Анна (Бібі) Дюмон Так (21 грудня 1964 року, Роттердам) — нідерландська дитяча письменниця.

## Біографія
Бібі Дюмон Так народилась 21 грудня 1964 року в м. Роттердам. У дитинстві Маргарета Анна опікувалась тваринами, мріяла бути ветеринаром або орнітологом. У неї було дві черепахи, кіт, акваріумні рибки, кінь, поні й такса. Її захоплення  знайшло відображення у творах. У одинадцять років дівчина написала власну книгу про птахів. 
У 2001 році Бібі Дюмон здобула вчений ступінь з голландської літератури та розпочала кар'єру в публіцистиці для дітей. У 2002 році була надрукована її «Книга про корову», яка була відзначена премією «Срібний грифель». Кілька книг письменниці перекладені англійською мовою. Її роман для дорослих «День, коли я змінив ім’я» (2020) був номінований на премію «Книгарня» у березні 2021 року. Того року Дюмон Так також написала книгу для дітей «Дуб був тут» про дуб на шосе біля Ульвенхаута.

## Нагороди
Дюмон Так відзначена низкою нагород:
- 2002 — «Срібний грифель» за «Книгу про корову»[6]
- 2007 — «Срібний грифель» за «Спеціальну книгу про тварин Бібі»
- 2010 — «Срібний грифель» за «Фієта хоче бігти»
- 2011 — «Книжка року» за «Фієта хоче бігти»
- 2012 — «Золотий грифель» за «Зимові тварини»
- 2018 — Премія Тео Тійссена за всю її творчість
- 2019 — «Срібний грифель» за «Залишити повідомлення на піску».

## Місця в рейтингу «Бестселер 60»
| Назва книги                                | Рік публікації | З'явилася в рейтингу | Найвища позиція | Кількість тижнів | Коментарі                                          |
| ------------------------------------------ | -------------- | -------------------- | --------------- | ---------------- | -------------------------------------------------- |
| «Особлива книга про тварин Бібі»           | 2006           | 11.10.2006           | 59              | 1                | з малюнками Флер ван дер Вель                      |
| «Велосипед хоче бігти»                     | 2009           | 19.01.2011           | 20              | 4                | визнана «Найкращою книжкою з картинками» 2011 року |
| «Велосипед хоче бігти» + DVD               | 2009           | 26.01.2011           | 1               | 6                | визнана «Найкращою книжкою з картинками» 2011 року |
| «Зимові тварини»                           | 2011           | 10.10.2012           | 10              | 2                | отримала премію «Золотий грифель»                  |
| «Сьогодні я буду розповідати про анаконду» | 2022           | 19.04.2023           | 19              | 7                | у співпраці з Аннемарі ван Херінген                |
| «День, коли я змінив ім'я»                 | 2021           | 23.08.2023           | 33              | 2                |                                                    |

## Політика
Дюмон Так — членкиня Партії захисту тварин. Від партії вона двічі балотувалась до Палати представників: у 2017 і 2021 роках.